# École nationale de l’aviation civile
Die ENAC  (École nationale de l’aviation civile) ist eine im Sommer 1949 in Orly bei Paris gegründete staatliche französische Hochschule für zivile Luftfahrt (Bereich Allgemeine Luftfahrt). Seit 1968 hat sie ihren Sitz und ihre Bildungseinrichtungen in Toulouse, der französischen Hochburg des Flugzeugbaus und der Forschung im Bereich der Luft- und Raumfahrt. Die ENAC ist eine der vier französischen Aeronautikhochschulen und die einzige, die Fluglotsen und Luftfahrttechniker der französischen Luftfahrtbehörde DGAC ausbildet, die dem deutschen Luftfahrt-Bundesamt entspricht. Daneben bildet sie hauptsächlich Piloten, Ingenieure und Flugdienstberater aus.
Am 1. Januar 2011 fusionierte die ENAC mit dem SEFA (Service d’Exploitation de la Formation Aéronautique). Seit dieser Vereinigung ist die ENAC die größte europäische Hochschule für zivile Luftfahrt.

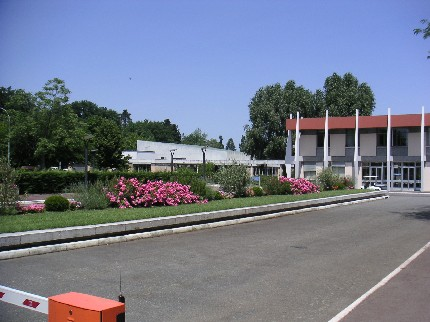
Direktionsgebäude

## Studiengänge
Die Studiengänge der ENAC gliedern sich in fünf Hauptbereiche:
- Luftfahrt
- Luftverkehr
- Elektronik
- Mathematik und Computertechnik
- Fremdsprachen und Sozialwissenschaften

## Aufnahmebedingungen und Studiengebühren
Studenten mit französischer Nationalität benötigen für die Immatrikulation mindestens das Baccalauréat. Für die Ausbildung zum Ingenieur oder Fluglotsen ist ein vorausgegangenes Studium von vier Semestern erforderlich, um die unumgängliche Aufnahmeprüfung zu bestehen. Für das Studium zum Berufspiloten gibt es strenge Zulassungsbeschränkungen.
Austauschstudenten aus dem Ausland müssen sich für die jeweiligen Aufnahmebedingungen und Stipendien an die ausländische Universität wenden, an der sie immatrikuliert sind. Partner der ENAC im Rahmen der Erasmus- und Pegasus-Austauschprogramme sind in Deutschland die Universitäten Aachen, Berlin, Braunschweig, Darmstadt, München und Stuttgart.
Das Studium ist kostenpflichtig. Studenten, die sich bei Studienbeginn verpflichten, sieben Jahre als Beamte für die DGAC zu arbeiten, werden bereits während ihres Studiums entlohnt.

## Studiendauer
Die Studiendauer beträgt je nach Studiengang 7 Monate bis 6 Semester.
| Ausbildung        | Dauer                             | Studienplätze | Voraussetzung            | Aufnahmeprüfung |
| ----------------- | --------------------------------- | ------------- | ------------------------ | --------------- |
| Pilot             | 3 Semester                        | 45            | Abitur + 2 Semester      | ja              |
| Ingenieur         | 5 Semester + 1 Semester Praktikum | 110           | Abitur + 4 Semester      | ja              |
| Fluglotse         | 4 Semester + 2 Semester Praktikum | 200           | Abitur + 4 Semester      | ja              |
| Techniker         | 3 Semester                        | 70            | Abitur                   | ja              |
| Flugdienstberater | 1 Semester                        | 30            | Abitur oder Abiturniveau | ja              |

## Praktische Informationen
Im Campus der ENAC stehen den Studenten mehrere Wohnheime, eine Mensa, eine Bibliothek, Computerräume, Sporthallen, Tennisplätze und ein Fitnessraum zur Verfügung. Mehrere Vereine bieten ein kulturelles Programm an. Der Fliegerclub der Schule räumt den Schülern der ENAC günstige Bedingungen für den Erwerb ihres Privatpilotenscheins ein. Ferner hat die Schule ein Planetarium und einen Flugkontrollsimulator, der als modernster Europas gilt.
Die Stadt Toulouse beherbergt neben zahlreichen anderen Sehenswürdigkeiten die Cité de l’espace, einen Themenpark im zum Thema Raumfahrt und Weltall.

## Bekannte Alumni
- Amadou Cheiffou (* 1942), nigrischer Politiker und Luftfahrtingenieur
- Jean-Baptiste Djebbari (* 1982), französischer Politiker
- Gérard Feldzer (* 1944), französischer Flieger
- Gérard Mestrallet (* 1949), französischer Manager
- Ousmane Issoufou Oubandawaki (* 1948), nigrischer Manager und Politiker
- Jean Peyrelevade (* 1939), französischer Politiker und Geschäftsmann
- Béatrice Vialle (* 1961), französische Fliegerin

Die Absolventen werden von der ENAC Alumni Association vertreten.

## Filme
In Yann Gozlan 2021 erschienenem Film Black Boxt ist in der Hauptfigur ein Luftfahrtingenieur zu sehen, der seinen Abschluss an der ENAC gemacht hat und für das Bureau d’Enquêtes et d’Analyses pour la sécurité de l’aviation civile arbeitet.